# Ретикулярна формація

Ретикулярна активаційна система головного мозку людини

Ретикулярна формація або сітчастий утвір (лат. formatio reticularis) — структура головного мозку, що знаходиться у стовбурі і пролягає від довгастого мозку через міст до середнього мозку. Складається переважно із білої речовини, в якій нещільно розкидані групи тіл нейронів. Ці нейрони формують три колонки: посередині розташовані ядра шва, обабіч від них — медіальна та латеральна група ядер. Ретикулярна система має дві основні функціональні частини: ретикулярну активаційну систему (РАС), що підтримує інші ділянки головного мозку у стані збудження та відфільтровує несуттєві сенсорні стимули, та рухову частину, серед функцій якої є допомога у регуляції грубих рухів кінцівок, а також вегетативних функцій, таких як дихання, розширення та звуження судин.

## Особливості організації нейронів ретикулярної формації
Нейрони ретикулярної формації мають від одного до шести розгалужених дендритів та один аксон, розділений на дві гілки: одна із них входить до низхідних рухових ретикулоспінальних (сітчастоспинномозкових) провідних шляхів, інша — до висхідних еферентних шляхів. До нейронів сітчастого утвору підходять колатералі від більшості провідних шляхів, що проходять через стовбур мозку, як висхідних, так і низхідних.
Майже всі нейрони ретикулярної формації полісенсорні, тобто здатні реагувати на різні за природою сенсорні стимули — зорові, слухові, больові тощо. Також для них характерна висока хімічна чутливість, зокрема до гуморальних чинників, що постійно деполяризують їхні мембрани, підвищуючи таким чином збудливість. Пригнічуючий ефект на ці нейрони мають снодійні препарати та транквілізатори, тому їх неможливо досліджувати під наркозом.
Нервові клітини сітчастого утвору мають високу тонічну активність, майже всі вони генерують приблизно по 5—10 нервових імпульсів на секунду, при чому аферентні (вхідні) сигнали можуть збільшувати або зменшувати цю частоту.

## Ретикулярна активаційна система
У 1949 році Г.Мегун та Дж. Моруцці встановили, що при подразненні деяких ділянок ретикулярної формації спостерігається активація кори головного мозку, тоді як подразнення інших викликало навпаки її пригнічення. Зокрема було показано, що електричний імпульс у стимулюючій частині ретикулярної формації може розбудити тварину, яка спить, після чого вона поводиться активно. Одночасно у мозку спостерігається реакція десинхронізації.
Внаслідок цих експериментів була встановлена одна із основних функцій сітчастого утвору — підтримання постійного стану збудження головного мозку, яку вона може виконувати завдяки тому, що окремі нейрони ретикулярної формації мають аксональні сполучення із гіпоталамусом, таламусом, мозочком та корою. Наприклад, деякі із нервових клітин ретикулярної формації, якщо не гальмуються іншими нейронами, надсилають безпосередньо або через реле у таламусі постійний потік імпульсів до кори мозку, які забезпечують підвищену збудливість останньої, внаслідок чого особина перебуває у стані неспання і свідомості. Ця частина сітчастого утвору називається ретикулярною активаційною системою (РАС). Нейрони РАС отримують імпульси від всіх чутливих провідних шляхів, що підтримують їхню активністю і вплив на кору. Такий активаційний вплив сенсорної стимуляції на кору за посередництва сітчастого утвору може пояснити той факт, що деякі студенти повідомляють, що їм легше навчатись у гаморі, наприклад в кафе із великою кількістю відвідувачів.
РАС також слугує фільтром сенсорної інформації: вона відсіює повторювані знайомі і слабкі сигнали але пропускає до кори несподівані важливі і сильні. Завдяки роботі цієї системи до нашої свідомості доходить приблизно 1% всієї чуттєвої інформації. Деякі речовини, наприклад ЛСД, здатні пригнічувати цю функцію РАС, внаслідок чого в особини спостерігається значне сенсорне перевантаження.
Центри сну розташовані у гіпоталамусі та інших ділянках мозку пригнічують РАС, також її нейрони гальмуються під впливом алкоголю, снодійних препаратів, зокрема барбітуратів, та транквілізаторів. Важкі ушкодження цієї системи, що можуть стати наслідком сильного удару в голову, призводять до перманентної втрати свідомості (коми). Хоча ретикулярна формація в першу чергу важлива для підтримання стану неспання, в ній також розміщені деякі із центрів сну.

## Моторна частина ретикулярної формації
В ретикулярній формації є також моторна частина, деякі із її нейронів мають проєкції до рухових нейронів спинного мозку через ретикулоспінальний тракт і допомагають контролювати грубі рухи кінцівок. В нижній частині ретикулярної формації на рівні довгастого мозку розташовані автономні центри: судинноруховий, серцевий, центри дихання.
Більшість нейронів сітчастого утвору, що мають зв'язок зі спинним мозком здійснюють гальмівний вплив на останній. Це явище, що назване центральним гальмуванням, було відкрите Сєченовим 1862 року. У 50-тих роках XX століття Мегун підтвердив ці результати, продемонструвавши, що локальне електричне подразнення гіганоклітинного ядра ретикулярної формації викликає неспецифічне гальмування згинальних та розгинальних рефлексів спинного мозку. Проте крім гальмівного деякі ділянки сітчастого утвору можуть мати і полегшувальний вплив на функціонування спинного мозку.